# Pierre Guichot
Pierre Guichot (* 16. Februar 1963 in Aureilhan) ist ein ehemaliger französischer Säbelfechter und heutiger Fechttrainer.

## Erfolge
Pierre Guichot gewann mit der Mannschaft bei den Weltmeisterschaften 1987 in Lausanne und 1989 in Denver jeweils die Bronzemedaille. Dreimal nahm er an Olympischen Spielen teil: 1984 zog er in Los Angeles im Mannschaftswettbewerb ungeschlagen ins Finale ein, in dem sich die französische Equipe Italien mit 3:9 geschlagen geben musste. Gemeinsam mit Philippe Delrieu, Franck Ducheix, Hervé Granger-Veyron und Jean-François Lamour erhielt Guichot somit die Silbermedaille. Im Einzel belegte er Platz fünf. Vier Jahre darauf verpasste er in Seoul mit der Mannschaft als Vierter einen weiteren Medaillengewinn, während er im Einzel Elfter wurde. Bei den Olympischen Spielen 1992 in Barcelona unterlag er mit der Mannschaft im Halbfinale Ungarn mit 1:9, setzte sich aber im Anschluss im Gefecht um Rang drei gegen Rumänien mit 9:4 durch. Zur Mannschaft gehörten neben Guichot noch Jean-Philippe Daurelle, Franck Ducheix, Hervé Granger-Veyron und Jean-François Lamour.
Guichot ist Fechtmeister und war nach seiner aktiven Karriere als Trainer tätig. Von 1999 bis 2008 war er Nationaltrainer der französischen Säbelmannschaft der Damen, von 2012 bis 2014 trainierte er die französische Säbelmannschaft der Herren. Seit 2014 ist er Trainer der Nationalmannschaft Großbritanniens.